# Choctaw megye (Mississippi)
Choctaw megye az Amerikai Egyesült Államokban, azon belül Mississippi államban található. Megyeszékhelye és legnagyobb városa Ackerman. Lakosainak száma 8246 fő (2020. április 1.). Choctaw megye Webster, Oktibbeha, Winston, Attala és Montgomery megyékkel határos.

## Népesség
A megye népességének változása:
| Lakosok száma | 8552 | 8368 | 8333 | 8371 | 8299 | 8246 |
|               | 2010 | 2011 | 2012 | 2013 | 2015 | 2020 |